# Iyad Jamal Al-Din
 (avril 2009).
Iyad Jamal Al-Din est un imam et un parlementaire chiite irakien. 
Il a été membre du parlement irakien de 2005 à 2010.
Il soutient la politique américaine au Moyen-Orient car selon lui la démocratie ne peut être instaurée que par la force.
Il s'oppose à la constitution d'un État confessionnel en Irak et considère que seul un État laïc peut garantir de manière égale la liberté de chaque communauté. Son discours est très critique envers les régimes des pays arabes. Il critique également l'opinion publique arabe qu'il accuse de soutenir le terrorisme et une vision rétrograde de l'islam.